# Странная любовь Марты Айверс
«Стра́нная любо́вь Ма́рты А́йверс» (англ. The Strange Love of Martha Ivers) — американский драматический фильм, снятый в 1946 году режиссёром Льюисом Майлстоуном в стиле нуар. Лента находится в общественном достоянии в США.

## Сюжет
Юная сирота и богатая наследница Марта Айверс в четвёртый раз сбегает из дома своей деспотичной тётки. Полиция находит её и возвращает в родной город Айверстаун в Пенсильвании. Однажды, когда тётя оскорбляет память её умершего отца и бьёт тростью её кота, девушка ударом этой же трости убивает её.
Свидетелем преступления становится Уолтер О'Нил, сын учителя Марты. Тем временем друг Марты — уличный мальчишка по имени Сэм Мастерсон, вместе с которым она совершала побег, — уходит из города, прибившись к бродячему цирку. Позднее мистер О'Нил с помощью шантажа заставляет Марту выйти замуж за Уолтера.
Проходит восемнадцать лет. Уолтер становится окружным прокурором, а Марта, унаследовав фабрику тёти, с успехом занимается бизнесом. Она несчастлива в браке — хотя Уолтер искренне любит её, сама Марта по-прежнему хранит в сердце любовь к Сэму.
Тем временем Сэм — ветеран войны и профессиональный игрок — вынужден сделать остановку в родном городе, так как у него сломалась машина. Он знакомится с Тони Марачек, которую ложно обвинили в воровстве и только что выпустили из тюрьмы.
Когда Тони вновь ловит полиция, Сэм приходит к Уолтеру и просит его о помощи. Уолтер делает вывод, что Мастерсон вернулся, чтобы шантажировать его семью. Желая припугнуть его, Уолтер нанимает бандитов, чтобы они избили Сэма, но несмотря на это, Мастерсон остаётся в городе. Он навещает Марту, и она признается ему в любви.
Из газетных архивов Сэм узнает, что за убийство миссис Айверс повесили одного из её бывших слуг, попавшегося на мелком воровстве, а обвинителем в этом деле был Уолтер, в то время жених Марты. Марта, встретившись с Сэмом на лоне природы, признаётся, что на самом деле в смерти тёти виновата она, а когда понимает, что тот впервые узнал об этом, пытается толкнуть его в костёр, страшась, что Сэм отправит её в тюрьму. Сэм целует её, обращая её испуг в страсть.
Далее Марта обвиняет Уолтера в том, что он отправил невиновного на смерть, после чего Уолтер напивается и сообщает Сэму, что это Марта подала ему идею обвинить слугу. Уолтер падает с лестницы, и Марта пытается уговорить Сэма воспользоваться случаем и убить её мужа, но вместо этого тот помогает упавшему подняться.
Когда Сэм уходит, Марта клянётся Уолтеру, что отныне будет любить только его, но он приставляет к её телу пистолет. Марта улыбается и сама  нажимает на курок, а  затем Уолтер  стреляет в себя. Сэм с улицы слышит выстрел, а затем ещё один, после чего вместе с Тони навсегда уезжает из города.

## Прочие сведения
- Этот фильм стал кинодебютом Кирка Дугласа.
- У фильма было два рабочих названия — «Странная любовь» и «Кровоточащая ложь любви».
- В интервью газете «Sun Mirror» режиссёр Льюис Майлстоун заявил, что больше никогда не будет работать с продюсером Хэлом Уоллисом, так как на съёмках между ними произошёл конфликт — Уоллис потребовал переснять часть сцен и сделать более крупным план актрисы Лизабет Скотт. Режиссёр отказался выполнять это требование, и Уоллис переснял сцены сам[1].
- Премьера фильма состоялась 24 июля 1946 года.

## В ролях
- Барбара Стэнвик — Марта Айверс
- Ван Хефлин — Сэм Мастерсон
- Лизабет Скотт — Антония (Тони) Марачек
- Кирк Дуглас — Уолтер О’Нил
- Джудит Андерсон — миссис Айверс
- Роман Боэн — мистер О’Нил
- Микки Кун — Уолтер в юности
- Энн Доран — Бобби Сент-Джон
- Джеймс Флавин — детектив

В титрах не указаны
- Джон Келлогг — Джо
- Олин Хоуленд — газетный клерк

## Номинации
В 1947 году фильм номинировался на получение премии Оскар за лучший сценарий.